# Сан Мацео-Шоши (Катанцаро)
Сан Мацео-Шоши је насеље у Италији у округу Катанцаро, региону Калабрија.
Према процени из 2011. у насељу је живело 151 становника. Насеље се налази на надморској висини од 904 м.